# Gegantó Medinet
El Gegantó Medinet és el gegantó fill de l'Estevet i la Tuies o Toietes (Gegants de Sant Medir) de la parròquia de Sant Medir de la Bordeta. Representa un nen que va a escola, vestit amb una bata de ratlles vermelles i blanques. Com els seus pares, físicament s'allunya del model de figura clàssica que solem trobar, perquè té el rostre i les formes infantils.
El gegantó, que es construí perquè els geganters més joves poguessin participar en trobades i cercaviles, s'estrenà el 1984, uns quants anys després que els gegants grans. És obra de Titelles Babi i el batejaren amb el nom de Medinet en homenatge al sant de la parròquia. Després d'anys de balls i sortides, la colla gegantera es va dissoldre i el gegantó restà guardat amb els seus pares, fins que el 1989 l'entitat El Drac d'Or de l'Hospitalet de Llobregat els va recuperar i els va reparar perquè poguessin reprendre l'activitat.
El 2009 va néixer a la parròquia un grup interessat en els gegants i els demanaren a El Drac d'Or, que els havia vetllats fins aquell moment. Les figures s'havien deteriorat molt i de seguida decidiren de fer-ne unes rèpliques, que s'encarregaren a Pere Estadella. Amb tot, els caps dels gegants originals es conserven a l'Arxiu Històric de Sants. El nou Medinet, juntament amb els seus pares, va sortir per primera vegada el setembre del 2009 i des d'aleshores es deixa veure a les festes de la parròquia i del barri. Quan no surt, es pot visitar al centre cívic de les Cotxeres de Sants, on és exposat permanentment amb els seus pares.